# Azarshahr
Azarshahr (en persan : آذرشهر) est une ville située dans la province d'Azerbaïdjan oriental, dans le nord-ouest de l'Iran. La ville est située non loin du lac d'Ourmia.